# Thaddeus H. Caraway
Thaddeus H. Caraway (Stoddard megye, 1871. október 17. – Little Rock, 1931. november 6.) az Amerikai Egyesült Államok szenátora (Arkansas, 1921–1931).